# Castle Valley
Castle Valley est un village américain situé dans le comté de Grand, dans l’Utah, au nord-est de Moab. Selon le recensement de 2000, sa population s’élève à 349 habitants. Superficie totale : 20,9 km2 (8,1 mi2).

## Source
- (en) Cet article est partiellement ou en totalité issu de l’article de Wikipédia en anglais intitulé « Castle Valley, Utah » (voir la liste des auteurs).